# 松木伸男
松木 伸男（まつき のぶお、1948年10月1日 - ）は、日本の投資家。シュローダー系のファンドから独立してMKSパートナーズを設立し、日本におけるアメリカ流の投資ファンドビジネスの先駆けとして知られた。

## 人物・経歴
東京都出身。1971年東京工業大学工学部卒業。1973年東京工業大学大学院社会工学専攻修士課程修了。トヨタ自動車販売（現トヨタ自動車）入社後、1977年ノースウェスタン大学経営大学院修士課程修了。外資系投資会社取締役を経て、1982年アメリカ合衆国系のベンチャー・キャピタルであるパシフィック・テクノロジー・ベンチャーズを創設。同社代表取締役に就任し、爾来日本におけるアメリカ合衆国型のベンチャー・キャピタルの先駆けとして知られた。
1985年にはシュローダーと合弁でシュローダー・ピーティーヴィ・パートナーズ（のちのシュローダー・ベンチャーズ）を設立し、同社代表取締役就任。2002年バイアウトにより独立し、シュローダー・ベンチャーズをMKSコンサルティングに改組し、同社代表取締役社長就任。同年MKSパートナーズ設立、代表取締役社長・CEO就任。
2000年カルチュア・コンビニエンス・クラブ取締役。2003年福助取締役会長。2005年三景取締役会長。2006年三景ホールディングス代表取締役。2007年ドーワワークス取締役会長。東京工業大学ローバルリーダー教育院特任教授なども務めた。運営したMKSパートナーズは、アドバンテッジ パートナーズや、ユニゾン・キャピタルと並ぶ御三家と称され、クラシエホールディングスや福助、ラオックスなどを保有していたが、リーマン・ショックの起きた2008年に解散した。2010年に香港に移住。

## 著書
- 『バイアウトファンド : ファンドによる企業価値向上の手法』（大橋和彦, 本多俊毅と共著）中央経済社 2004年